# هرمینیو تونانز
هرمینیو تونانز (انگلیسی: Herminio Toñánez؛ زادهٔ ۹ مارس ۱۹۴۶) بازیکن سابق فوتبال اهل پاراگوئه است که در پست مدافع بازی‌ می‌کرد.
وی همچنین در تیم ملی فوتبال پاراگوئه بازی کرده‌است.